# ALSEP

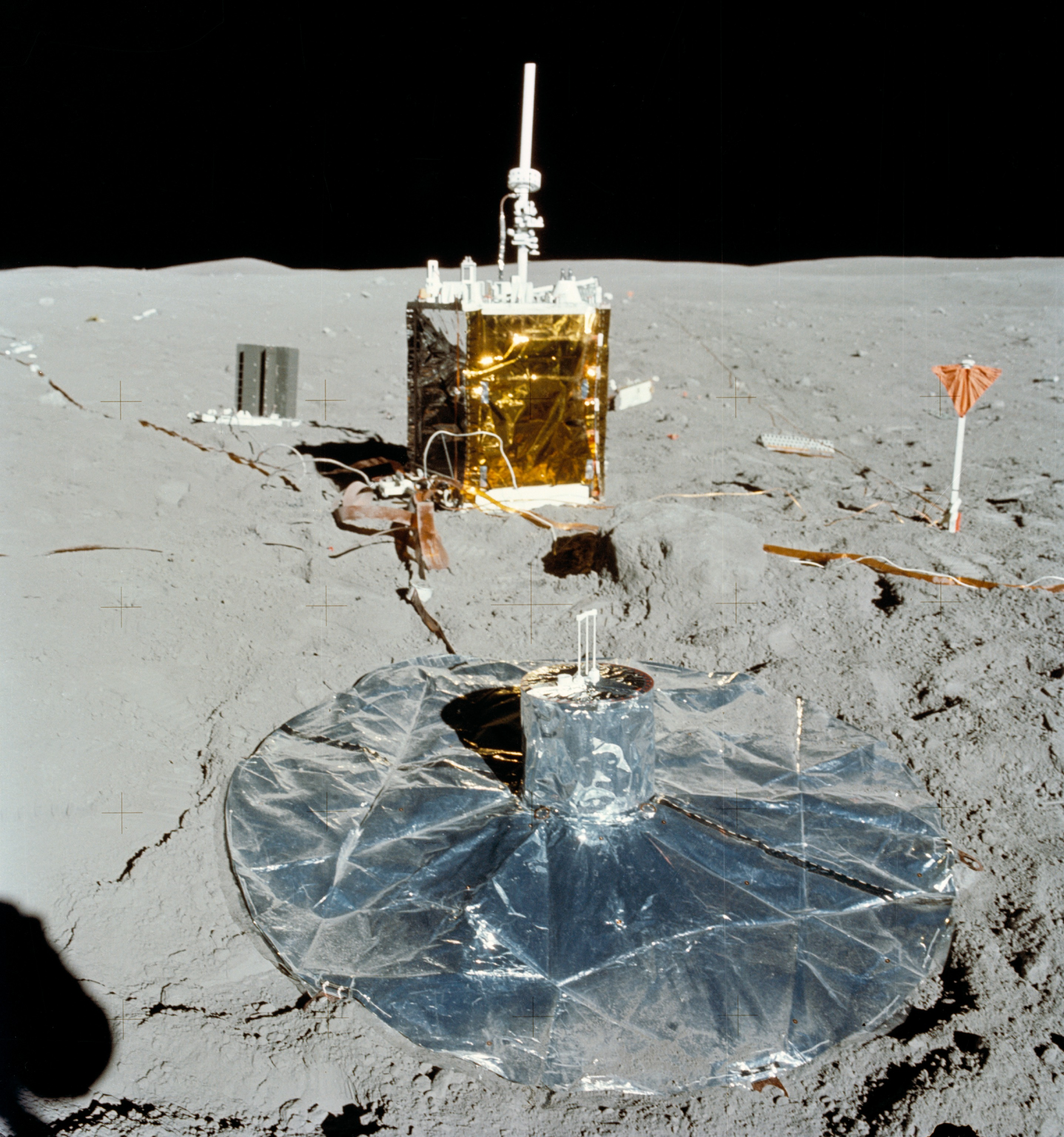
L'ALSEP dell'Apollo 16 dopo essere stato montato

ALSEP (Apollo Lunar Surface Experiments Package) fu la denominazione data a un gruppo di strumenti e sistemi utilizzato per eseguire esperimenti scientifici sulla superficie della Luna. Fu in uso dal 1969 al 1977. Nella missione Apollo 11 la strumentazione consisteva in un prototipo dell'ALSEP e fu denominata EASEP (Early Apollo Scientific Experiments Package).
L'ALSEP venne installato durante tutte le missioni del programma Apollo partendo dalla missione dell'Apollo 12, anche se la composizione dello stesso variò da missione a missione. La stazione ALSEP dell'Apollo 13 non venne installata poiché l'allunaggio venne annullato a causa dei problemi intercorsi durante la missione.
Il cuore dell'ALSEP era costituito da una Stazione Centrale, a cui erano collegati vari strumenti. La Stazione Centrale aveva un'antenna per ricevere i comandi dalla Terra e trasmettere i dati degli esperimenti.
Considerando la variazione della composizione delle stazioni ALSEP, si possono in linea di massima indicare le seguenti differenti componenti:
- sismografo
- magnetometro
- spettrometro
- misuratore di ioni
- misuratore del vento solare
- misuratore della conduttività e del flusso di calore
- rilevatore di polveri
- riflettore laser

L'ALSEP veniva montato dagli astronauti a circa 100 metri di distanza dal modulo lunare, affinché non venisse danneggiato durante la fase di riascesa dello stesso. L'alimentazione elettrica veniva garantita da un generatore termoelettrico a radioisotopi, in grado di fornire una potenza di 70 watt. Anche dopo che gli astronauti avessero lasciato la Luna, l'ALSEP continuava a trasmettere i dati registrati via radio usando una stazione di telemetria comune. L'ALSEP montato durante la missione dell'Apollo 14 rimase in funzione per circa cinque anni, cioè fino al gennaio 1976; le restanti quattro stazioni ALSEP, dotate di migliori accumulatori di energia elettrica, vennero spente dalla Terra il 30 settembre 1977.